# Theodor Moll
Johan Theodor Moll, född 19 maj 1816 på Värnäs säteri i Värna socken, Östergötlands län, död 5 september 1895 i Stora Mellösa församling, Örebro län, var en svensk ingenjör och företagare.
Theodor Moll var son till säteriägaren Didrik Johan Moll. Efter skolstudier i Stockholm genomgick han Teknologiska institutet och Edward Nonnens lantbruksinstitut på Degeberg samt avslutade sin utbildning med studieresor i Storbritannien, Tyskland och Frankrike. Efter att ha återkommit till Sverige i början av 1840-talet var han under flera år verksam som lantbrukare på sitt gods Loddby norr om Norrköping. 1847 anlade han tillsammans med agronomen Johan Theodor Bergelin och Norrköpingsfirman Östlund & Berling Nykvarns pappersbruk, och Moll fick ansvaret för att leda byggnadsarbetet. Moll kom att uppskatta arbetet, och efter detta sålde han Loddby för att därefter kunna ägna sig helt åt att bygga och rusta upp pappersbruk. 1852 startade han en egen verkstadsrörelse vid Nykvarn, först i förhyrda lokaler men från 1872 i en egen verkstadsbyggnad, där vid slutet av 1870-talet 60 personer var anställda. Sedan han genom en olycklig borgensförbindelse förlorat hela sin förmögenhet, blev han 1879 tvungen att lägga ned sin rörelse. 1880 anställdes han som ledare för verkstaden vid Hellefors styckebruk, och fortsatte där sin verksamhet som konstruktör av pappersmaskiner och pappersbrukens rådgivare i tekniska frågor.